# Volleyball Niederösterreich Sokol/Post Sport-Vereinigung
Il Volleyball Niederösterreich Sokol/Post Sport-Vereinigung è una società pallavolistica femminile austriaca, con sede a Schwechat: milita nel campionato austriaco di Austrian Volley League Women.

## Storia
Lo Sport-Vereinigung Schwechat Sokol nasce nel 1990, quando la prima squadra del Sokol Wien si fonde con la squadra di pallavolo della polisportiva Sport-Vereinigung Schwechat. Nel 2001, grazie a un'ulteriore fusione, questa volta con la prima squadra del Post Wien, il club assume il nome di Sport-Vereinigung Schwechat Post e nei primi sedici anni di attività dopo questo evento conquista altrettanti scudetti consecutivi, oltre a dieci edizioni della Coppa d'Austria.
Nel 2004 la società cambia sede, spostandosi da Vienna alla vicina Schwechat, mentre nel 2016 adotta la denominazione attuale.

## Rosa 2013-2014
| N° | Nome                 | Ruolo | Data di nascita   | Nazionalità sportiva |
| -- | -------------------- | ----- | ----------------- | -------------------- |
| 1  | Katharina Almer      | O     | 15 gennaio 1988   | Austria              |
| 3  | Lisa Chukwuma        | S     | 17 giugno 1992    | Austria              |
| 4  | Sonja Katz           | S     | 16 giugno 1995    | Austria              |
| 5  | Erika Salanciová     | S     | 14 giugno 1991    | Slovacchia           |
| 7  | Renáta Sándor        | S     | 15 dicembre 1990  | Ungheria             |
| 9  | Nina Herelová        | C     | 30 luglio 1993    | Slovacchia           |
| 10 | Tamina Huber         | L     | 5 marzo 1994      | Austria              |
| 11 | Samira Jankowsky     | C     | 11 febbraio 1992  | Austria              |
| 12 | Sabrina Enzinger     | P     | 7 novembre 1990   | Austria              |
| 13 | Ivana Zburová        | P     | 30 aprile 1982    | Slovacchia           |
| 13 | Elisabeth Steiner    | P     | 13 marzo 1993     | Austria              |
| 14 | Terézia Hinzellerová | L     | 30 settembre 1988 | Slovacchia           |
| 15 | Cornelia Rimser      | S     | 1º maggio 1992    | Austria              |
| 16 | Srna Marković        | S     | 6 giugno 1996     | Austria              |
| 17 | Viktoria Fink        | C     | 14 marzo 1996     | Austria              |
| 18 | Anita Oppenauer      | C     | 20 giugno 1996    | Austria              |
| -  | Dana Schmit          | P     | 20 luglio 1997    | Austria              |
| -  | Christina Wallinger  | C     | 14 gennaio 1991   | Austria              |

## Palmarès
- Campionato austriaco: 16

2001-02, 2002-03, 2003-04, 2004-05, 2005-06, 2006-07, 2007-08, 2008-09, 2009-10, 2010-11,
2011-12, 2012-13, 2013-14, 2014-15, 2015-16, 2016-17
- Coppa d'Austria: 11

2001-02, 2002-03, 2004-05, 2005-06, 2009-10, 2011-12, 2012-13, 2013-14, 2014-15, 2015-16,
2021-22

## Denominazioni precedenti
- 1990-2001: Sport-Vereinigung Schwechat Sokol
- 2001-2016: Sport-Vereinigung Schwechat Post